# Izigzawen
Marocká ekologická strana – Zelení (Parti écologiste marocain – Izigzawen) je nové označení zakázané marocké politické strany Parti démocrate amazigh marocain (PDAM), která vznikla v roce 2005 a byla rozpuštěna o tři léta později. Nebyla a není členskou stranou Global Greens.

## Historie strany
Založena byla jako berberská strana Parti démocrate amazigh marocain (Demokratická strana berberských Marokánců) v červnu 2005 Omarem Louzim, někdejším členem berberského Lidového hnutí a spoluzakladatelem Světového kongresu Berberů (Agraw Amadlan Amazigh). Strana byla zakázána marockým ministerstvem vnitra v listopadu 2007 a soudně rozpuštěna v dubnu 2008. Oficiálním důvodem bylo porušení marocké legislativy, která zakazuje stranám organizaci na etnickém nebo náboženském principu. Pokus o znovuzaložení strany pod novým názvem Marocká ekologická strana - Zelení zatím nebyl úspěšný.

## Vztah k mezinárodnímu zelenému hnutí
Izigzawen není členskou stranou Global Greens – Maroko v této organizaci zastupuje Parti national des verts pour le développement - Les Verts. V Maroku jsou další dvě environmentalistické strany – Parti de l'environnement et du développement durable (nástupce Strany pro životní prostředí a rozvoj) a Zelená levice.

## Cíle strany
K cílům patřila: 
- podpora kulturní rozmanitosti, jazykové a náboženské identity a federalistického uspořádání země
- podpora sekularismu
- udržitelný rozvoj
- ochrana biodiverzity
- podpora lidských práv a respektu k mezinárodním dohodám, kterými je Maroko vázáno